# Serenity
Serenity är en film skriven och regisserad av Joss Whedon. Den utspelar sig i samma universum som i Fox tv-serie Firefly och äger rum sex månader efter händelserna i den sista episoden i serien. . Precis som tv-serien är Serenity en Science Fiction-western och använder element från båda genrerna. Filmen gick upp på biograferna i USA 30 september 2005.
Serenity är historien om kaptenen och besättningen på ett transport- och lastskepp. Deras liv av småbrottslighet avbryts av en synsk passagerare som bär på en farlig hemlighet.

## Handling
Jordens resurser är förbrukade. Mänskligheten har flyttat till ett nytt solsystem och har terraformat många av planeterna. Alla planeter kontrolleras av förmodade fredsälskande, men egentligen diktatoriska, Alliansen. I ett gränsland långt ifrån "kärnplaneterna" har fortfarande Alliansen inte makten. Det är här banditer som besättningen på Serenity kan hanka sig fram om de kan hålla sig undan Alliansens styrkor och de sk. "Reavers", barbariska och kannibalistiska människor som bor bortom de yttre planeterna och härjar på Alliansens planeter kring randen.
För att förtjäna sin fortsatta passage på Serenity följer rymlingen från Alliansen, den telepatiske River Tam (Summer Glau), med Kapten Malcolm Reynolds (Nathan Fillion), Jayne (Adam Baldwin) och Zoë (Gina Torres) på ett uppdrag för att stjäla lönerna från de yttre planeternas säkerhetsstyrkor, finansierade av Alliansen. Vid rånet undviker besättningen knappt att bli fångade av Reavers på plundringståg, då River telepatiskt känner av att de är på väg. Wash (Alan Tudyk), skeppets pilot (och Zoës make) genskjuter besättningens markfordon med rymdskeppet och räddar besättningen från ett ohyggligt öde.
Rivers bror, Simon (Sean Maher), besättningens doktor, reagerar argt på kaptenens villighet att utsätta hans yngre syster för sådan allvarlig fara. Kapten Reynolds svarar med att föreslå att de ska lämna skeppet på nästa planet de landar på, Beaumonde, där besättningen planerar att sälja sitt stöldgods. Simon instämmer. Syskonen Tam går i land på Beaumonde, men återförenas med besättningen på en bar där kaptenen köpslår med sina klienter. River attackerar plötsligt barens gäster. Trots sina ringa 41 kg lyckas hon slå alla, inklusive Jayne, medvetslösa, och är precis på väg att skjuta kapten Reynolds när Simon anländer och skriker ut en fras på ryska som får River att somna.
Simon förklarar för kaptenen att hon tränades till att bli en lönnmördare under sin tid i fångenskap hos Alliansen. Det enda (förutom döden) som kan stoppa henne när detta tillstånd har aktiverats är ett det "säkerhetsord" han uttalade. Trots vetskapen om denna nya fara och sin ilska över att inte blivit informerad om möjligheten av att han bar på ett potentiellt dödligt vapen, låter kaptenen Simon och River fortsätta sin resa på Serenity.
Besättningen kontaktar Mr. Universum (David Krumholtz), en eremit till teknofreak som bor tillsammans med sin robotfru på en planet omgiven av ett ogenomskinligt jonmoln. Efter att ha sett filmen från övervakningskameran på Beaumonde upptäcker Mr. Universum att Rivers utbrott utlöste av ett subliminalt meddelande i en till synes harmlös tecknad reklamsnutt som sänts över hela Alliansen de senaste veckorna. Han berättar för besättningen att River viskat namnet "Miranda" innan attacken. Han noterar också att filmen redan setts av någon med högt tillstånd inom Alliansen.
I rädsla att bli förföljda av Alliansen tar besättningen tillflykt hos gruvkolonin Fristad, ledd av Herde Book (Ron Glass), en präst som en gång i tiden reste med Serenitys besättning. Book varnar Mal för att agenten från Alliansen som jagar River antagligen är en "Operativ" och därmed väldigt farlig. Kort därefter får kaptenen ett samtal från Inara (Morena Baccarin), ytterligare en tidigare passagerare på Serenity. Deras konversation är obekväm men tillräckligt trivsam - utan något bråk - vilket leder Mal och Zöe till slutsatsen att det är en fälla, men de väljer ändå att göra ett besök hos Inara. Mals farhågor bekräftas; Inara har blivit tagen gisslan av en skoningslös och namnlös "Operativ" (Chiwetel Ejiofor). Agenten erbjuder kaptenen fri lejd om han överlämnar River till honom, med tack vare Inaras kvicktänkande lyckas hon och kaptenen undkomma agenten och återvända till Serenity som försvinner iväg oupptäckt.
Ytterligare ett av Rivers utbrott gör det uppenbart för besättningen vad Miranda är. Det är en planet i det yttre bandet, som en gång var bebodd men som tros ha blivit utplånad i en olycka vid terraformning. River hade undermedvetet fått reda på något mystiskt om planeten när hon kom i telepatisk kontakt med en medlem av Alliansparlamentet under hennes träning. En resa till Miranda för att få reda på mer kräver att besättningen korsar Reavers territorium, något som besättningen inser skulle vara självmord. Serenity återvänder istället till Shepherd Books Haven.
När de anländer upptäcker besättningen att utposten har blivit skövlad av Alliansen styrkor och att dess invånare blivit dödade. Mal hittar Book, som har skjutit ner det attackerande skeppet. Dödligt sårad dör han i Mals armar. Flera andra utposter som har tidigare hyst Serenity har också blivit förstörda. Kapten Reynolds får ett meddelande från Den operative som tar på sig skulden för dåden och lovar att fortsätta i samma stil såvida inte River lämnas över.
Mal kommer ut och beordrar besättningen att bygga om Serenity så att den ska se ut som ett Reaver-skepp, vilket involverar ommålning och en stympning av skrovet, en farlig modifikation av motorn, beväpnandet av det vapenlösa lastskeppet med nybyggarnas kanon och att binda döda kroppar vid skeppets för. Alla protesterar men Mal informerar dem ursinnigt att de antingen kan göra som han säger eller lämna skeppet nu. Serenity, som nu är målad röd med ett mer hotfullt utseende, sätter fart mot Miranda. Skeppet lyckas smyga igenom en flotta med Reaver-skepp och lyckas till slut nå andra sidan utan några problem.
Efter att man kommit fram till Miranda upptäcker besättningen en normal, terraformerad planet med en fullt beboelig miljö, inte alls olik Jordens. Det som är udda med den här planeten är att dess vidsträckta städer är helt tomma. Inuti byggnader och bilar finner man förruttnade lik utan någon synlig dödsorsak. Några tecken på våld eller sjukdomar står ej att finna. Det är som att människorna på den öde planeten bara plötsligt avlidit.
Manskapet upptäcker en logg inspelad efter katastrofen av ett räddningsteam från Alliansen. Enligt loggen behandlade Alliansen befolkningen med en kemisk substans, G-23 paxilon hydrochlorate, eller förkortat Pax (latin för fred). Substansen var menad att dämpa aggression och på så vis rendera planeten fri från våld. En olycklig sidoeffekt var att människor under influensen av substansen tappade livslusten och slutade att både äta och arbeta. De gav helt sonika upp livet och dog i sitt nyfunna icke-aggressiva tillstånd. Substansen hade dock helt motsatt effekt på ungefär 0.1% av befolkningen -- cirka 30 000 personer (d.v.s. det fanns 30 miljoner människor på planeten). Dessa blev i stället mycket aggressiva och därtill mentalt instabila. De vanställde sina egna kroppar och övergick till kannibalism. En liten grupp av de aggressiva våldtog och dödade forskarna, varpå de åts upp. En sådan incident fångades på video. Slutligen lämnade de planeten och blev snart kända som De Maskerade Härjarna. Alliansen står alltså som ansvarig för att ha skapat denna plåga.
Alla mår dåligt av denna upptäckt, men ingen mer än Mal. Detta var precis vad Brunrockarna slogs för att förhindra: Alliansens tro att de kan göra folk "bättre"; att alla måste rätta sig efter dem, oavsett kostnad eller konsekvens. För första gången på åratal berörs Mal av något större än han själv; en tro, något han trodde sig ha förlorat i Slaget om Serenity Valley.

"Denna rapport är kanske tolv år gammal. Parlamentet begravde den och den förblev begravd tills River grävde upp den. Detta är vad de var rädda att hon visste. Och de gjorde rätt i att frukta, för det finns ett helt universum med människor som kommer att få veta det också. De kommer att få se det. Någon måste föra dessa människors talan.
Ni gick alla ombord på båten av olika anledningar, men ni ska alla till samma ställe. Så nu ber jag er om mer än vad jag bett er om tidigare, kanske någonsin. För så säkert som jag vet något vet jag detta: de kommer att "försöka" igen. Kanske på en annan värld, kanske på precis denna mark, rengjord. Ett år från nu. Tio. De kommer återgå till tron att de kan göra människor "bättre". Och jag tänker inte acceptera det. Inget mer av denna flykt. Jag ämnar missköta mig."

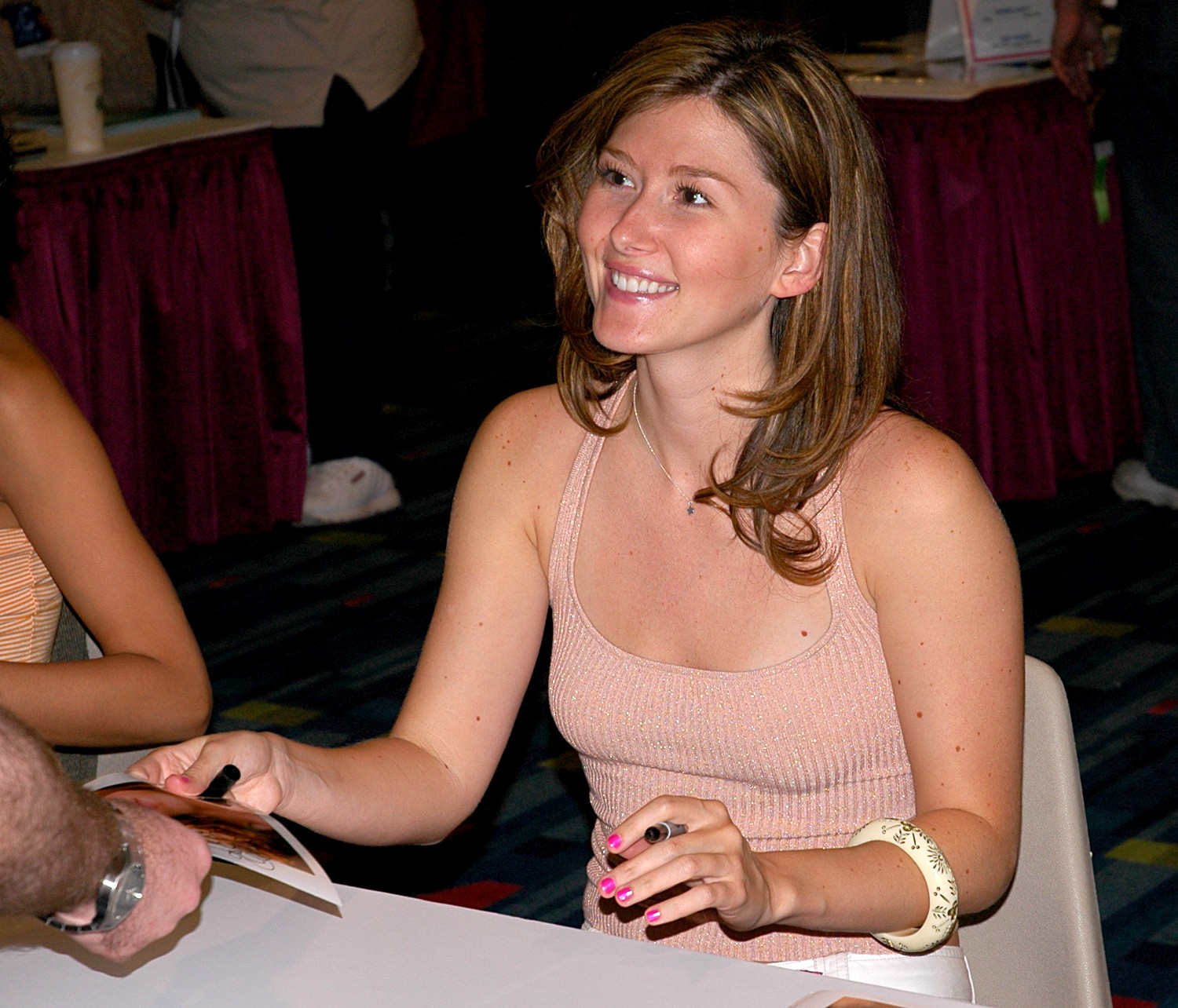
Jewel Staite som spelar Kaylee Frye.

Planen är att offentliggöra hemligheten för alla världar genom att använda sändarutrustningen som tillhör Herr Universum. Tyvärr har Agenten förutsett det och väntar redan i Herr Universums huvudkvarter, tillsammans med Alliansflottan. Just när Serenity ska lämna härjarnas territorium, öppnar man eld på ett härjarskepp. Den påföljande jakten av alla härjarskepp som befinner sig i närheten gör att den tidigare ensamma Serenity kommer ur härjarrymd flankerad av en stor styrka dödliga härjarskepp, medan Alliansflottan väntar nära kanten på härjarterritoriet med avsikt att förstöra Serenity. Ett storskaligt slag mellan Alliansflottan och härjarskeppen bryter ut. Under tiden styr Wash Serenity mot planeten, tätt bevakade av Alliansen och härjarna som båda gör allt för att förstöra dem såväl som varandra. Under attacken förstörs Agentens skepp, men han flyr slaget i en räddningskapsel och följer besättningen på Serenity till ytan.
"Serenity" förföljs av ett härjarskepp som avlossar en elektromagnetisk puls och slår därmed effektivt av strömmen. Wash lyckas återställa nödströmförsörjningen i grevens tid och genomför en nödlandning. Besättning är utom direkt fara även om skeppet åsamkas stor skada. Bland annat är en av motorerna avsliten. Just då man slappnar av krossas rutan av en harpun som genomborrar Wash. Han dör ögonblickligen. Oturligt nog var cockpiten den enda plats som var känslig för harpunering utifrån. Det finns ingen tid för sorg; Mal sliter iväg Zoë från den döda kroppen i samma ögonblick som ännu en harpun skjuts in i cockpit. Besättningen flyr nu Serenity i syfte att fullfölja sitt antagna uppdrag att meddela omvärlden. Man sätter upp en sista utpost i en trång korridor för att hålla De Maskerade Härjarna på behörigt avstånd under tiden som Mal beger sig till Herr Universum för att sända meddelandet.
Mal kommer fram och finner att Herr Universum har blivit mördad. Innan han dog kunde han dock lämna ett förinspelat meddelande med sin robothustru vilket informerar Mal att det finns en sekundär sändare i ett annat område av komplexet. Under tiden förlorar besättningen ställningar till härjarna och tvingas retirera då Zoë och Kaylee skadas. Agenten anländer planeten och springer på robothustrun, som repeterar meddelandet om var den sekundära sändaren finns. Besättningen försöker stänga sprängskotten, men dörrarna hindras i sin stängning och lämnar en liten glipa. När doktorn sedan blir träffad av förlupen kula finns det inte längre någon som kan ta hand om de skadade. Han säger till dem att han behöver sin läkarväska som han lämnat i det förra rummet. River agerar mycket snabbt och hoppar genom glipan, kastar tillbaka väskan, stänger dörren och översvämmas av härjarna.
Mal når den andra sändaren och finner att den är besvärligt belägen på en plattform omgiven av en djup avgrund. He tänker precis försöka nå plattformen när Agenten dyker upp. De hamnar i ett dödläge, vilket resulterar i att Mal är snabbare på att dra (sitt vapen) och skjuter på (men skadar inte) Agenten. Mal återgår sedan till att försöka nå sändaren, men Agenten följer efter honom. De blir ett slagsmål mellan dem där Agenten använder en speciell tryckpunkt som används för att helt invalidisera sin motståndare - men det misslyckas. Det har ingen effekt på Mal då en bit granatsplitter slet sönder nervknuten i Kriget.
Mal dödar inte Agenten utan sätter honom ur spel med ett liknande trick och lämnar honom uppstöttad så att han ska kunna se inspelningen från Miranda. När han återvänder till sin besättning han reda på att River är fångad på andra sidan dörren tillsammans med De Maskerade Härjarna på andra sidan skyddsdörren - antagligen dödad. Skotten öppnas och avslöjar att River har dödat samtliga härjare. Allianstrupperna stormar in, men i stället för att ge tillstånd om att skjuta henne ger Agenten gruppen order om att sänka sina vapen.
Efter att besättningen begravt sina vänner Herr Universum, Herde Book och Wash på Haven, lappar de ihop Serenity i ett reparationsområde på planeten Persephone. Just som de är redo att lämna gör Agenten sin sorti och lovar Mal att de aldrig kommer att stöta på varandra igen. Simon och Kaylee har till slut sex, vilket avslutar en sidohandling som var varaktig i både serien och filmen. Zoe berättar för Mal att 'hon är redigt tilltufsad, men hon kommer att flyga, säkert', och Serenity flyger iväg mot ytter rymden med Mal i Wash säte vid rodret och River som andrepilot. Slutscenen visar skeppet flyga triumferande mot fjärran, tills en bit metall släpper från bakdelen av skeppet och träffar kameran, följt av Mals frågvisa replik "Vad var det?".

## Rollista (i urval)
| Skådespelare      | Roll          |
| ----------------- | ------------- |
| Nathan Fillion    | Mal           |
| Gina Torres       | Zoe           |
| Alan Tudyk        | Wash          |
| Morena Baccarin   | Inara         |
| Adam Baldwin      | Jayne         |
| Jewel Staite      | Kaylee        |
| Sean Maher        | Simon         |
| Summer Glau       | River         |
| Ron Glass         | Shepherd Book |
| Chiwetel Ejiofor  | The Operative |
| David Krumholtz   | Mr. Universe  |
| Michael Hitchcock | Dr. Mathias   |
| Sarah Paulson     | Dr. Caron     |
| Yan Feldman       | Mingo         |
| Rafael Feldman    | Fanty         |